# Пища для души (телесериал)
«Пища для души» (англ. Soul Food) — американский телевизионный драматический сериал, который транслировался на Showtime с 28 июня 2000 по 26 мая 2004 года. Созданный Джорджем Тиллманом-младшим и разработанный Фелицией Д. Хендерсон, сериал является продолжением кинофильма 1997 года «Пища для души». Также как и фильм, сериал рассказывает о жизни трёх афро-американских сестёр, живущих в Чикаго, штат Иллинойс, после смерти их матери.
Хотя сериал и является продолжением, а не адаптацией одноимённого фильма, Ванесса Уильямс , Вивика А. Фокс и Ниа Лонг, сыгравшие Терри, Максин и Трейси, в нём не появляются. Их сменили Николь Ари Паркер, Ванесса А. Уильямс и Малинда Уильямс, соответственно. Из фильма появляется только Ирма П. Холл в роли Джозефины Джозеф, покойной матери сестер. Это не помешало сериалу просуществовать пять сезонов, насчитывающих 74 эпизода, делая его самой продолжительной афро-американской драмой в истории телевидения.
Сериал был новаторским для своего времени, будучи первой успешной афро-американской драмой и лишь третьей в целом после недолго просуществовавших «Под одной крышей» (1995) и «Городские ангелы»(2000). Тем временем «Пища для души» не резонировал с белой аудиторией, как другая кабельная драма «Клан Сопрано», и его аудитория состояла из черных зрителей. За время своего существования, сериал 31 раз выдвигался на NAACP Image Award, выиграв семь раз, трижды из них в категории «Лучший драматический сериал». Ванесса А. Уильямс в свою очередь стала единственной из ведущих актрис, выигравшей премию. На «Эмми» «Пища для души» выдвигался лишь однажды, в категории за лучшую музыку.

## Актёры и персонажи

### Основной состав
- Николь Ари Паркер в роли Терри Джозеф
- Малинда Уильямс в роли Трейси Джозеф Ван Адамс
- Ванесса А. Уильямс в роли Максин Джозер Чадвей
- Аарон Микс в роли Ахмада Джозефа
- Рокмонд Данбар в роли Кенни Чадвея
- Дэррин Девитт Хенсон в роли Лема Ван Адамса
- Борис Коджо в роли Деймона Картера (эпизодически в 1 и 5 сезонах, регулярно в 2-4)

### Приглашенные звезды
- Мэри Элис
- Винесса Антуан
- Джеймс Эйвери
- Обба Бабатунде
- Тайра Бэнкс
- Ламонт Бентли
- Янник Биссон
- Джим Браун
- Дайан Кэрролл
- Ричард Шеволье
- Дебора Кокс
- Вонди Кёртис-Холл
- Гари Дурдан
- Дрейк
- Фэй Данауэй
- Кристофер Б. Дункан
- Бэбифейс
- Идрис Эльба
- Кимберли Элиз
- Джанкарло Эспозито
- Глория Фостер
- Анейс Гранофски
- Ирма П. Холл
- Хилл Харпер
- Деннис Хэйсберт
- Тамара Хоуп
- Джимон Хонсу
- Терренс Ховард
- Стар Джонс
- Ева Ларю
- Серрок Лофтон
- Кевин Мамбо
- Уинтон Марсалис
- Никки Мичо
- Дебби Морган
- Мари Морроу
- Эми Прайс-Фрэнсис
- Ричард Раундтри
- Стюарт Скотт
- Террелл Тилфорд
- Рип Торн
- Ашер
- Марио Ван Пиблз
- Терри Джей Вон
- Майкл Уоррен
- Исайя Вашингтон
- Верни Уотсон-Джонсон
- Кеннет Уэлш
- Майкл Джей Уайт
- Букем Вудбайн
- Уильям Аллен Янг